# Jakub Jan Susza

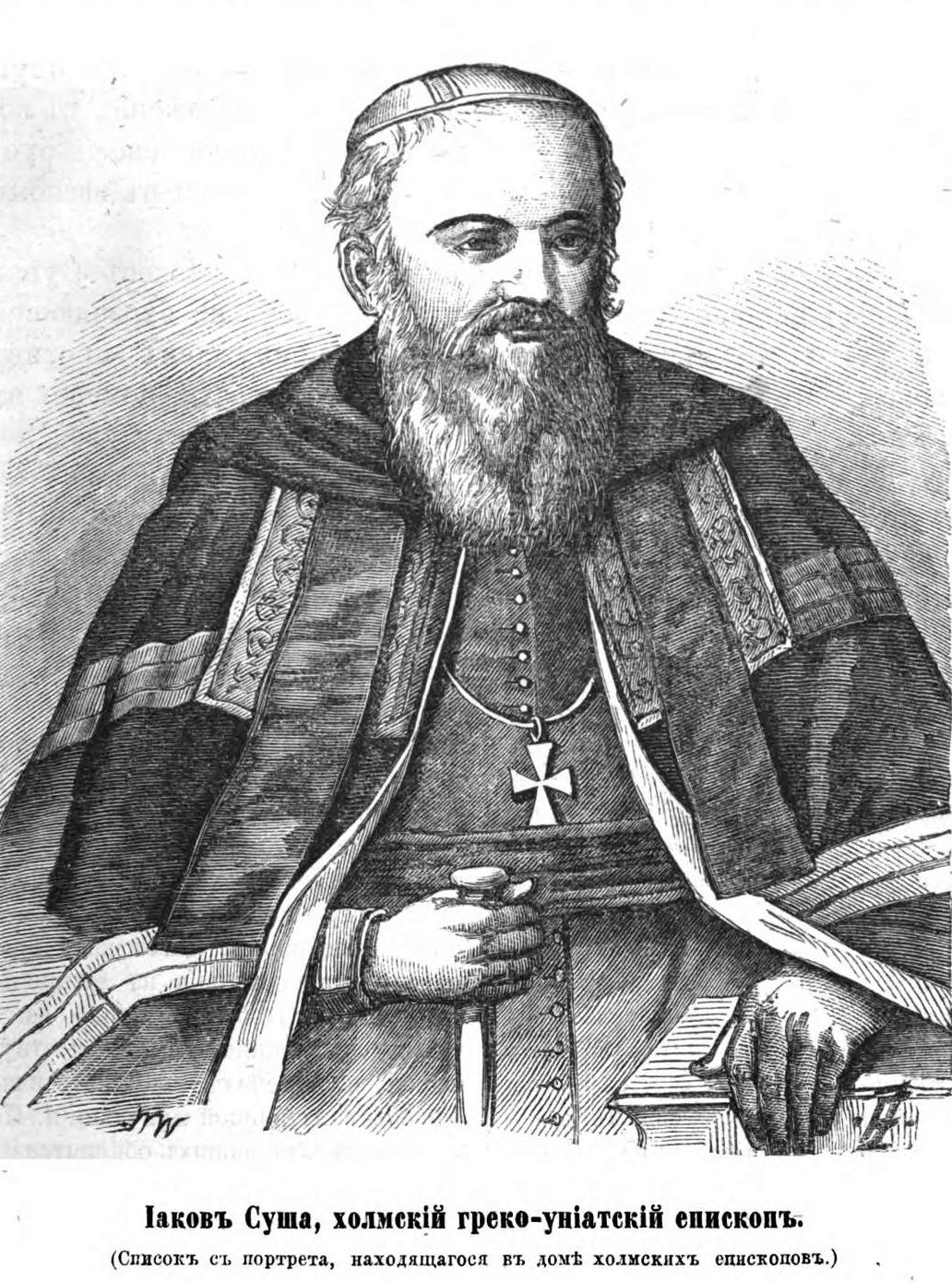
Rycina przedstawiająca Jakuba Suszę w piśmie "Chołmskij Greko-Uniatskij Miesiacesłow" z 1868 r. (na podstawie niezachowanego portretu reprodukowanego wyżej)

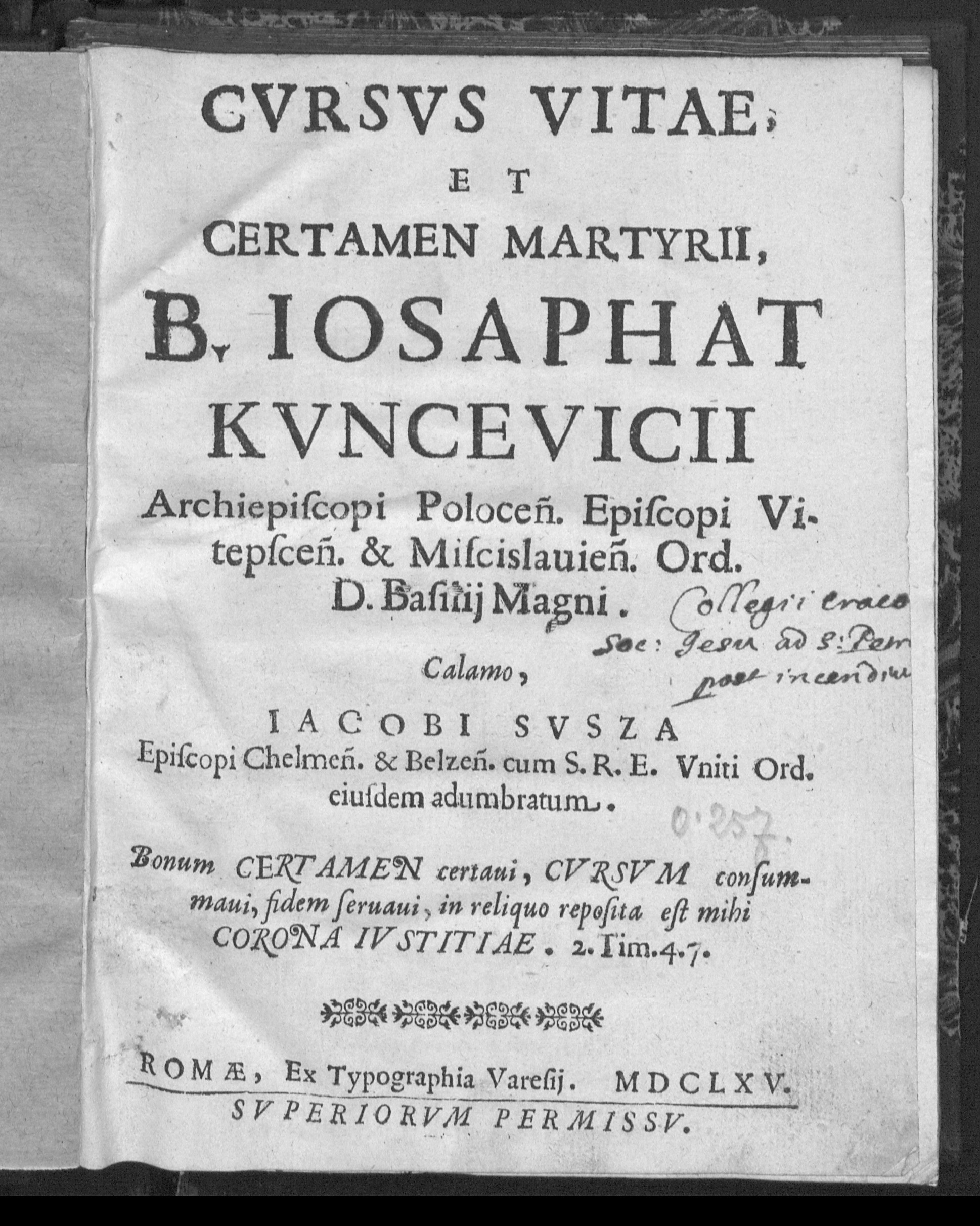
Cursus vitae et certamen martyrii B. Josaphat Kuncevicii, Rzym 1655

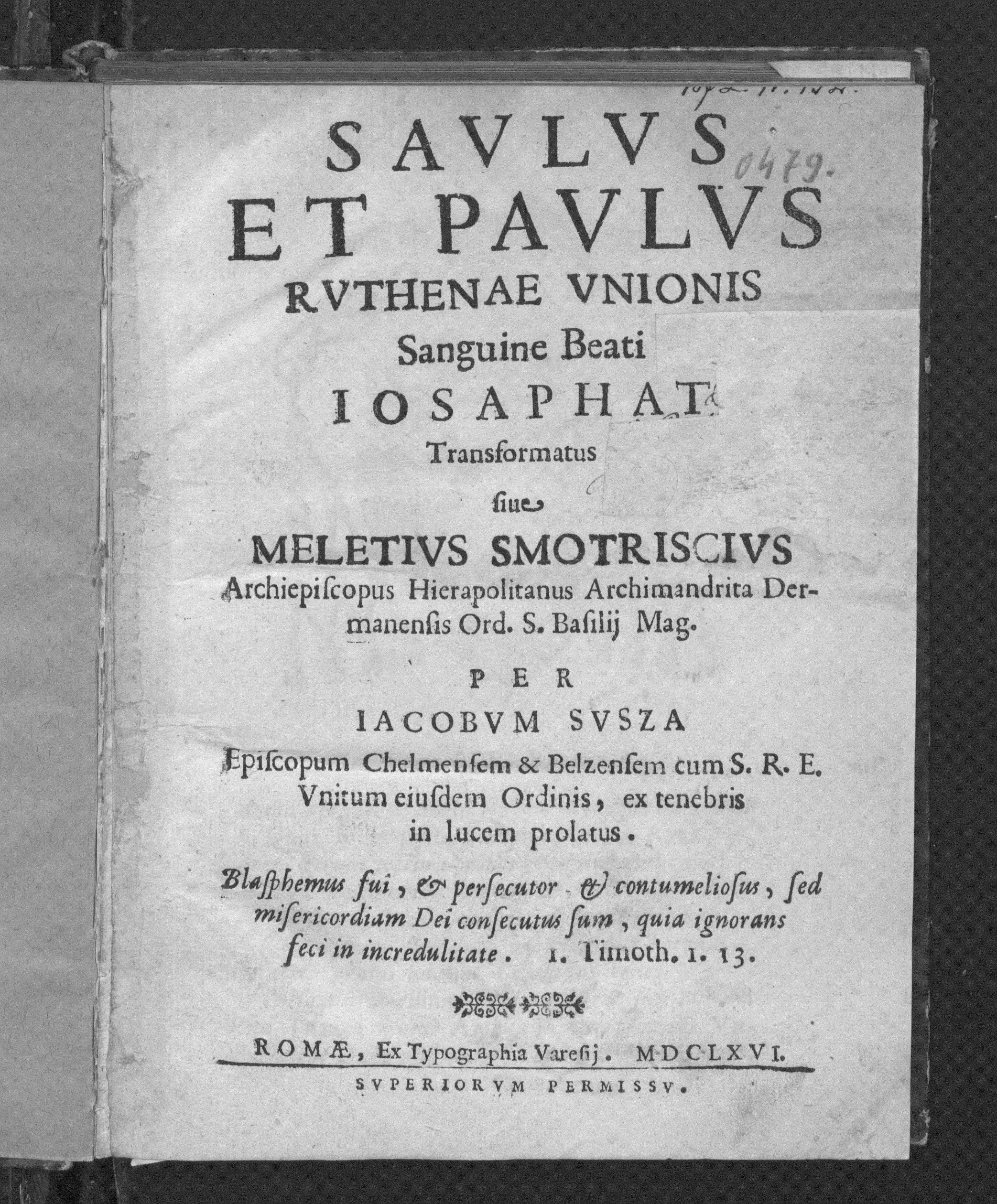
Saulus et Paulus ruthenae unionis... sive Meletius Smotricius, Rzym 1666

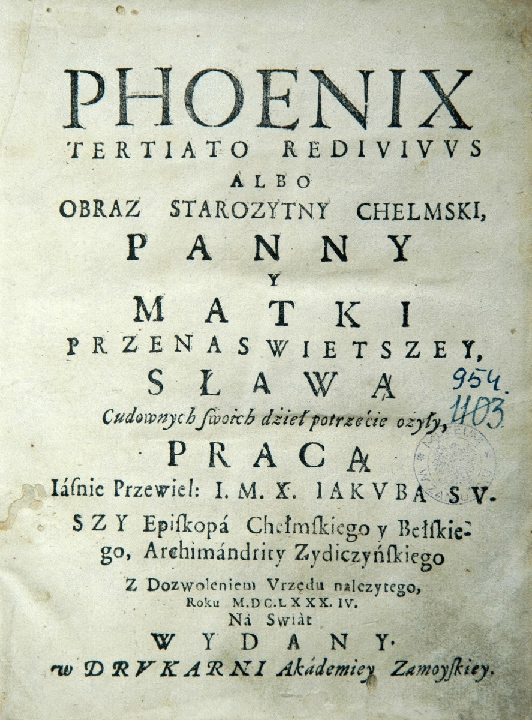
Phoenix tertiato redivivus, Zamość 1684

Jakub Jan Susza (ur. ok. 1610 w Mińsku, zm. 4 marca 1687 w Chełmie) – duchowny greckokatolicki, od 1626 członek zakonu bazylianów.

## Życiorys
Kształcił się w kolegium papieskim w Braniewie, następnie w Pułtusku, w Ołomuńcu, gdzie uzyskał doktorat z teologii, oraz w Rzymie. Od 1639 przełożony szkoły i klasztoru bazylianów w Chełmie. W latach 1649–1652 administrator, a od 1652 aż do śmierci unicki biskup chełmski. Przez wiele lat był archimandrytą klasztoru bazyliańskiego w Żydyczynie na Wołyniu, a w latach 1661–1666 protoarchimandryta zakonu. Gorliwy obrońca i propagator idei unii Kościoła prawosławnego i rzymskokatolickiego, autor lub współautor nowych projektów unijnych, w latach 1664–1666 reprezentował interesy Kościoła unickiego w Rzymie. W Chełmie utworzył nowicjat bazyliański, w 1680 r. brał udział w lubelskim colloquium amicabile, bezowocnej próbie pojednania unitów i prawosławnych. W latach 80. XVII w. sześć razy zwoływał synody unickiej eparchii (diecezji) chełmskiej, przyczyniając się do odrodzenia życia religijnego, reformy duchowieństwa i umocnienia instytucji kościelnych. Gorliwy propagator kultu Chełmskiej Ikony Matki Bożej, walnie przyczynił się do podniesienia rangi Chełma jako sanktuarium maryjnego o ponadregionalnym znaczeniu. W latach 1664–1666 był delegatem duchowieństwa greckokatolickiego w Rzymie. Pozostawił po sobie kilka dzieł, stanowiących ważne źródło dla dziejów ziemi chełmskiej i Kościoła unickiego w Polsce: historię Chełmskiej Ikony Matki Bożej oraz żywoty św. Jozafata Kuncewicza i Melecjusza Smotryckiego.

## Ważniejsze publikacje
- Phoenix redivivus albo obraz starożytny chełmski Panny i Matki Przenajświętszej sławą cudownych swoich dzieł ożyły..., Zamość 1646.
- Phoenix iterato redivivus albo obraz chełmski Matki Bożej..., Lwów 1653.
- De laborious Unitorum, promotione, propagatione et protectione divina unionis ab initio eius uque ad haec tempora, 1664)
- Cursus vitae et certamen martyrii B. Josaphat Kuncevicii Archiepiscopi Polocensis..., Romae 1665.
- Saulus et Paulus ruthenae unionis sanguine beati Josaphat transformatus sive Meletius Smotricius..., Romae 1666.
- Phoenix tertiato redivivus albo obraz starożytny chełmski Panny i Matki Przenajświętszej [...] po trzecie ożyły, Zamość 1684. wersja online, cz. 1; cz. 2.
- Phoenix tertiato redivivus sive imago longe vetustissima Virginis Matris Chelmensis ..., Zamość 1684.